# كو ناكامورا
كو ناكامورا (باليابانية: 中村コウ) هي رامية القرص يابانية، ولدت في 1920 في كوشيرو في اليابان.